# Maurice Utrillo

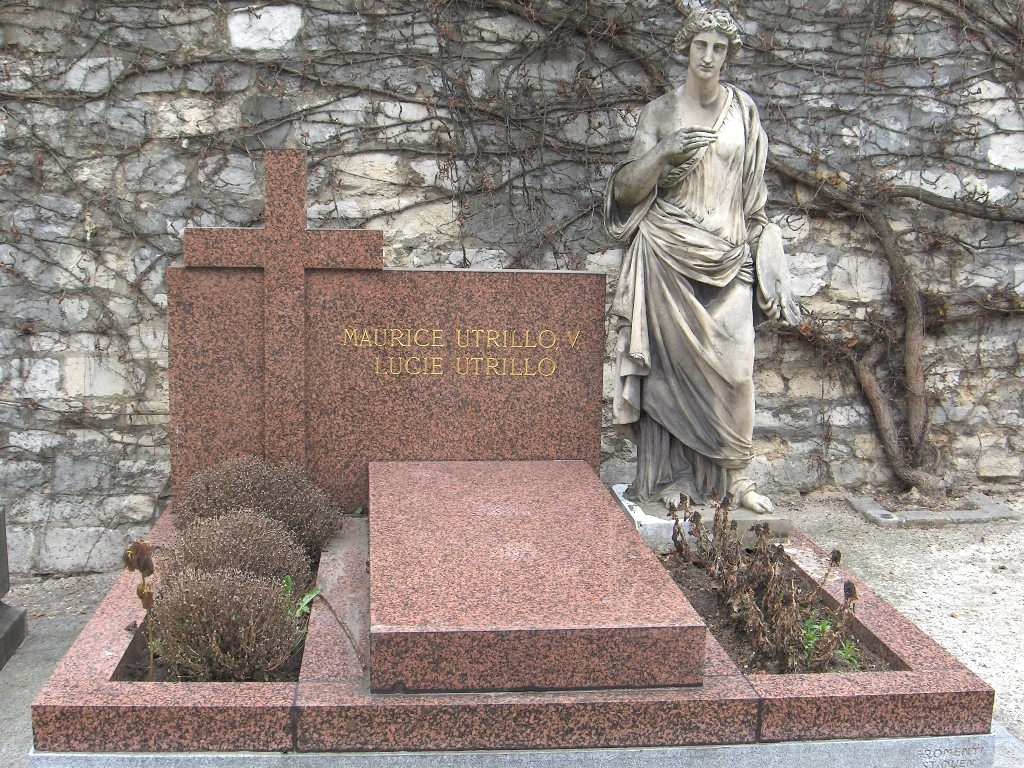
Grób Utrilla na cmentarzu Saint Vincent w Paryżu

Maurice Utrillo, właśc. Maurice Valadon (ur. 25 grudnia 1883 w Paryżu, zm. 5 listopada 1955 w Dax) – francuski malarz i grafik, przedstawiciel École de Paris.

## Życiorys
Był nieślubnym synem artystki i modelki Suzanne Valadon. W wieku 7 lat adoptował go kataloński krytyk sztuki Migueal Utrillo y Molina. Alkoholik od dziecka, błąkający się między knajpami Montmartre’u a izbami wytrzeźwień i szpitalami dla umysłowo chorych.
Zaczął malować w ramach terapii zwalczania alkoholizmu w wieku 18 lat. Do 1903 namalował już setki widoków paryskiego przedmieścia Montmagny. Jego pierwsze obrazy zdradzają wpływy Camille’a Pissarra i Alfreda Sisleya (tzw. okres Montmagny).
W 1909 jego obraz znalazł się na Salonie Jesiennym. W tym czasie przestał tworzyć w plenerze w sposób impresjonistyczny i zaczął malować z pocztówek. Skoncentrował się na przedstawianiu białych budynków za pomocą kleju, gipsu i białej farby. Powstały wtedy jego najwybitniejsze obrazy (tzw. okres biały 1908–1914). Następna faza twórczości charakteryzuje się jaskrawymi kolorami i większym akcentem na linię oraz nowym tematem: kobiety spacerujące po ulicy widziane plecami do widza (tzw. okres cloisonné 1914–1920). Po 1920 tworzył obrazy wielobarwne, ale o mniejszych walorach artystycznych (tzw. okres barwny).
W 1912 uczestniczył w wystawie sztuki francuskiej w Monachium. W 1913 miał swoją pierwszą wystawę indywidualną. W 1924 wskutek postępującej choroby alkoholowej trafił do więzienia i usiłował popełnić samobójstwo. W 1928 został odznaczony Legią Honorową. W 1935 roku ożenił się z Lucie Valore, francuską aktorką, która wcześniej przyjaźniła się z jego matką.
Był malarzem niezwykle płodnym. Tylko w czasie I wojny światowej namalował 1200 obrazów olejnych. Katalog pośmiertny jego dzieł wymienia ponad 3500 obrazów.
Głównym tematem prac artysty był pejzaż miejski (wąskie, ubogie uliczki, zaułki paryskie, szare mury, małe miasteczka, prowincjonalne kościółki). Malował też portrety i martwe natury. Sporadycznie zajmował się scenografią: w 1926 wykonał dekoracje dla zespołu Balety Rosyjskie Siergieja Diagilewa, w 1948 współpracował z Operą Komiczną w Paryżu.
Zmarł na zapalenie płuc.

## Wybrane dzieła
- Brama Saint-Martin (ok. 1910), Tate Britain, Londyn
- Kościół św. Hilarego (ok. 1911), Tate Britain, Londyn
- Kwiaty w wazonie (ok. 1937), Musée d’Orsay, Paryż
- La Moulin de la Galette (1922), Musée d’Art Moderne et d’Art Contemporain, Liège
- Marizy Sainte-Geneviève (ok. 1910), National Gallery of Art, Waszyngton
- Montmartre (ok. 1913), Centre Georges Pompidou, Paryż
- Ogrody Renoira (1909–1911), Metropolitan Museum of Art, Nowy Jork
- Sacré-Coeur, Montmartre i ulica Saint-Rustique (1927–1928), Museum of Fine Arts, Boston
- Ulica Mont-Cenis (1914–1915), Muzeum Sztuk Pięknych im. Puszkina w Moskwie